# Reversibles zerebrales Vasokonstriktionssyndrom
Beim reversiblen zerebralen Vasokonstriktionssyndrom (RCVS, auch Call-Fleming-Syndrom) kommt es durch Konstriktion (Zusammenziehen der Muskulatur) von Hirngefäßen zu schweren Kopfschmerzen (Vernichtungskopfschmerzen) mit oder ohne weiteren neurologischen Auffälligkeiten, wie zum Beispiel Krampfanfall, Schlaganfall oder Subarachnoidalblutung. Die Symptome vergehen aber innerhalb von drei Monaten.
Im englischen Sprachgebrauch wurden schon eine ganze Reihe von Namen für das Syndrom verwendet: Isolated benign cerebral vasculitis, acute benign cerebral angiopathy, reversible cerebral segmental vasoconstriction, Call-Syndrom, Call-Fleming-Syndrome, CNS pseudovasculitis, Benign angiopathy of the CNS, post-partum-angiopathy, migraine angiitis, migrainous vasospasm, primary thunderclap headache, cerebral vasculopathy, vasospasm in fatal migrainous infarction.

## Epidemiologie
Bisher ist RCVS bei Patienten zwischen 10 und 76 Jahren berichtet worden, meist tritt es aber rund um das 40. Lebensjahr vor allem bei Frauen auf. Die genaue Häufigkeit der Erkrankung ist nicht bekannt, jedoch scheint es keine seltene Erkrankung zu sein.
Gehäuft tritt das Syndrom nach einer Entbindung auf, bei Eklampsie, nach Einnahme adrenerger oder serotonerger Medikamenten und bei Gebrauch von Kokain oder Amphetamin.

## Symptome
Hauptsymptom des RCVS sind Kopfschmerzen. Diese beginnen meist als Vernichtungskopfschmerz (thunderclap headache). Dieser tritt plötzlich auf und führt innerhalb von einer Minute zu sehr starken Kopfschmerzen. Diese beginnen in der Regel am Hinterkopf und dehnen sich mit der Zeit diffus über den ganzen Kopf aus. Häufige Begleitsymptome sind Agitation, Verwirrung, Kollapsneigung, Übelkeit, Erbrechen, Photophobie und Lärmempfindlichkeit. Die Vernichtungskopfschmerzen können entweder innerhalb von Minuten oder erst nach einigen Tagen wieder vergehen. In der Regel dauert der Kopfschmerz bei RCVS einige wenige Stunden, aber es gibt innerhalb der ersten vier Wochen meist mehrere Kopfschmerz-Attacken, mit moderaten Kopfschmerzen zwischen den Attacken.
Weitere mögliche Symptome sind fokale Ausfälle für meist wenige Stunden und epileptische Anfälle, die jedoch meist nur einmalig auftreten.
Wichtigste Komplikation sind ischämische oder hämorrhagische Schlaganfälle, wodurch es auch zu bleibenden Schäden kommen kann.
Die wichtigsten Differenzialdiagnosen sind Subarachnoidalblutung, Einrisse in den Wänden der Halsgefäße (Dissektion) und die sehr seltene Primäre Angiitis des Zentralnervensystems.

## Diagnostik
Die Labortests (wie Blutbild, Entzündungszeichen, Rheumafaktor, Antikörper, Harnuntersuchung) sind in den meisten Fällen unauffällig, manchmal kann es leichte Abweichungen in der Liquoruntersuchung geben (vermehrt Leukozyten, Erythrozyten, erhöhtes Protein). Auch in der Bildgebung des Gehirns gibt es abseits einer diffusen Vasokonstriktion im zerebralen Angiogramm keine Abweichungen von der Norm. In Computertomographie (CT) und Magnetresonanztomographie (MRT) kann man nur manchmal Infarkte als Folge des RCVS (subarachnoidale oder intrazerebrale Blutung, zerebraler Infarkt, Gehirnödem) sehen.
Bei der Diagnostik ist es am wichtigsten, bei Vernichtungskopfschmerz über mehrere Tage, bei konvexen Subarachnoidalblutungen und Schlaganfällen ohne klärbare Ursache immer an ein RCVS zu denken. Dann sollte ein transkranialer Doppler und eine indirekte Angiographie (mittels CT oder MRT) gemacht werden, um die Engstellen durch die Vasokonstriktionen zu identifizieren. Das Bild kann sich aber innerhalb weniger Tage stark verändern, vor allem in den ersten Wochen sind oft noch keine Abweichungen sichtbar. Die Katheter-Angiographie ist zwar sensibler, aber führt in neun Prozent der Fälle zu transienten ischämischen Attacken.
Diagnostische Kriterien für das reversible zerebrale Vasokonstriktionssyndrom:
- Akute und schwere Kopfschmerzen (oft Vernichtungskopfschmerzen) mit oder ohne fokale Defiziten oder Krampfanfälle
- weitere Attacken ohne neue Symptome innerhalb eines Monats nach Symptombeginn
- segmentale Vasokonstriktion der zerebralen Arterien in der Angiographie sichtbar
- kein Beweis für aneurysmatische subarachnoidale Blutung
- keine oder geringe Abweichungen in der Liquoranalyse (Protein < 100 mg/dL; <15 Leukozyten/µl)
- komplette oder weitestgehende Normalisierung der Angiographie innerhalb von zwölf Wochen nach Symptombeginn

## Therapie
Leitlinien für die Therapie des RCVS stehen noch aus. Jedoch spielt die frühe Diagnose für die richtige Behandlung eine große Rolle. Deswegen sollten sowohl Patienten mit sichtbaren Vasokonstriktionen als auch Patienten mit einer passenden Klinik, passender Bildgebung, fehlenden Hinweisen auf andere Ursachen und initial normalem Angiogramm mit einer symptomatischen Therapie behandelt werden.
Dazu gehört die Ausschaltung von Faktoren, welche die Vasokonstriktion verschlechtern könnten:
- Stress, sexuelle Aktivität, Sport und andere körperliche Arbeit und weitere Trigger für Kopfschmerzen
- Vasoaktive Medikamente

Die weitere Therapie besteht in der Gabe von Analgetika, Benzodiazepinen und im Falle von Krampfanfällen Antiepileptika. Der Blutdruck der Patienten muss überwacht werden, in schweren Fällen muss das Monitoring auf einer Intensivstation erfolgen.
Eine Hypertension sollte nach den Richtlinien der Behandlung des Bluthochdrucks nach einem Schlaganfall erfolgen, wobei im Auge behalten werden muss, dass eine Hypotension bei RCVS schlimmer ist als die Hypertension.
Die Vasokonstriktion kann, wenn überhaupt notwendig, mit Nimodipin, Verapamil oder Magnesiumsulfat gelöst werden. Normalerweise reicht jedoch die Überwachung und eine symptomatische Behandlung aus, weil es sich prinzipiell um eine selbstlimitierende Erkrankung handelt.
Als letzte Möglichkeit bei schweren und fortschreitenden Erkrankungen gibt es die intraarterielle Gabe von Milrinone, Nimodipine oder Epoprostenol und die Dehnung der Arterien mittels Ballondilatation.

## Prognose
Das reversible zerebrale Vasokonstriktionssyndrom bildet sich in der Regel innerhalb von Tagen und Wochen von selbst wieder zurück.
Die Langzeit-Prognose hängt jedoch von den Komplikationen wie dem Schlaganfall ab. Die meisten Patienten erholen sich von den Folgen des Schlaganfalls innerhalb von einigen Wochen wieder, bei manchen bleiben jedoch Defizite bestehen. Etwa fünf Prozent der Patienten entwickeln lebensgefährliche Verlaufsformen mit mehreren Schlaganfällen und ausgedehnten Gehirnödemen.
Die kombinierte Mortalität liegt bei weniger als einem Prozent. Sowohl die Komplikationsrate als auch die Mortalität könnte bei RCVS nach einer Geburt erhöht sein.
Es kann zu einer wiederkehrenden Symptomatik kommen; wie häufig dies der Fall ist, ist unklar. Wahrscheinlich ist die Rate jedoch recht gering, da es kaum Berichte darüber gibt.